# Обратная генетика

В связи с накоплением огромного количества информации о последовательностях генов, в настоящее время, для выявления функций генов, часто используют методы обратной генетики. Исследователи манипулируют последовательностями генов, изменяя или выключая тот или иной ген, и анализируют, к каким изменениям это приводит. Это путь обратной генетики: от гена к признаку/фенотипу. Прямая и обратная генетика – не взаимоисключающие подходы, а дополняющие друг друга в изучении функции гена.

## Основные методы обратной генетики

### Замещение гена/выключение гена путём негомологичной рекомбинации
Целенаправленное изменение последовательности гена и исследование последствий таких изменений.
У бактерий, животных, дрожжей для этой цели используют трансформацию клеток, основанную на гомологичной рекомбинации. Однако у растений гомологичная рекомбинация практически неосуществима, что объясняется особенностями системы рекомбинации у растений. При трансформации растений экзогенная ДНК встраивается в участок ДНК хозяина случайным образом, а встраивание по гомологии происходит очень редко. Однако существует исключение из этого правила – гаплоидный мох Physcomitrella patens, у которого частота гомологичной рекомбинации достигает 100%. Так как мхи характеризуются общими с другими высшими растениями типами гормонов, механизмами ответа на стресс и действие света, особенностями дифференцировки клеток и т. д., этот мох оказался очень удобным модельным объектом для изучения базовых процессов биологии растений.

### РНК-интерференция/генный сайленсинг
Использование малых РНК для регуляции активности генов.
Этот механизм представляет собой природный механизм регуляции активности генов, опосредованный малыми двуцепочечными РНК, последовательности которых комплементарны последовательности гена, активность которого они регулируют. Малая двуцепочечная РНК, образующаяся либо в результате экспрессии в клетке, либо экзогенная двуцепочечная РНК, например представляющая собой генетический материал различных вирусов растений, взаимодействует в клетке с целым комплексом белков, участвующих в её процессинге. В результате формируется комплекс малой РНК с белками-рибонуклеазами (RISC – RNA-induced silencing complex). Этот комплекс осуществляет подавление транскрипции гена-мишени (гена, содержащего последовательности, комплементраные малой РНК) либо за счет разрезания транскрипта, либо за счет репрессии трансляции. Такие существующие в природе механизмы используют для подавления транскрипции гена-интереса. Растения трансформируют конструкцией, содержащей фрагменты гена-мишени в прямой и обратной ориентации. Результате экспрессии такой конструкции образуется формирующая шпильки двуцепочечная РНК, которая взаимодействует с белками в клетке, претерпевает процессинг и вместе с белками образует комплекс RISC, подавляющий экспрессию гена-мишени.

### Т-ДНК-инсерционный мутагенез/T-DNA tagging
Для Т-ДНК-инсерционного мутагенеза используют, в зависимости от задач исследований, различные варианты агробактериальных векторов, полученных на основе Ti-плазмиды Agrobacterium tumefaciens.
В наиболее распространенном варианте Т-ДНК-инсерционный мутагенез используют для получения рецессивных мутаций. В этом случае для трансформации используют векторы, область Т-ДНК которых содержит только селективный маркёр, необходимый для скрининга трансформантов. При трансформации растений Т-ДНК встраивается случайным образом в геном растения и, как правило, вызывает нарушение работы гена и приводит к потере выполняемой им функции. Другим вариантом векторов, используемых для Т-ДНК мутагенеза, являются активаторные конструкции, область Т-ДНК которых содержит регуляторные элементы (например, энхансеры). Встраивание такого регуляторного элемента рядом с последовательностью гена приводит к активации экспрессии этого гена или изменению паттерна его экспрессии. Третий тип векторов, используемых для Т-ДНК мутагенеза, используют для поиска регуляторных элементов у растений. В этом случае встраиваемая Т-ДНК содержит репортёрный ген. Если в результате встраивания в геном растения участок Т-ДНК, содержащий репортёрный ген, попадает в зону действия регулятора транскрипции, то экспрессия репортёрного гена активируется.

### TILLING (Target Induced Local Leisons IN Genomes)
Позволяет идентифицировать точечные мутации в генах с известной последовательностью.